# Eugène Buret
Eugène Buret, nato Antoine-Eugène Buret (Troyes, 6 ottobre 1810 – Saint-Leu-Taverny, 23 agosto 1842), è stato un filosofo, economista, sociologo e giornalista francese.
Fu discepolo di Jean-Charles-Léonard Simonde de Sismondi.
Nel 1837, l'Accademia di scienze morali e politiche lanciò un concorso sul tema "Determinare in cosa consiste e con quali segni si manifesta la miseria in vari paesi. Ricercare le cause che la producono ”. Poiché le risposte sono considerate insufficienti, la scadenza è prorogata fino al dicembre 1839. Tra le ventidue proposte, Buret vinse una medaglia d'oro con 2.500 francs. Il suo pluripremiato testo gli ha fornito le basi per il suo lavoro su La miseria delle classi lavoratrici in Francia e in Inghilterra (1841), che è considerato uno dei contributi più importanti ai dibattiti sull'impoverimento intorno al 1840. Il suo lavoro è apparso quattro anni prima dell'opera simile di Friedrich Engels sulla situazione della classe operaia in Inghilterra pubblicata nel 1845.
Morì nel 1842 a Saint-Leu-Taverny nel Dipartimento di Seine-et-Oise
Pierre-Joseph Proudhon e Karl Marx studieranno e faranno riferimento al suo lavoro approfondito sulla situazione delle classi lavoratrici in Francia e in Inghilterra.

## Opere
- Carl Ritter : geografia generale comparata, o studio della terra nei suoi rapporti con la natura e con la storia umana. Servire come base per lo studio e l'insegnamento delle scienze fisiche e storiche . Società tipografica belga, 1838
- La miseria delle classi lavoratrici in Inghilterra e Francia. 1840 Ristampa 1979, googlebooks
- Questione di Africa: della doppia conquista dell'Algeria da parte della guerra e della colonizzazione: seguito da un esame critico del governo, dell'amministrazione e della situazione coloniale. 1842 googlebooks
- Louis Auguste Blanqui, Pellegrino Rossi, Eugène Buret: Corso di economia politica; Storia dell'economia politica in Europa dagli antichi ai giorni nostri. Bruxelles, 1843.  (vedi Karl Marx: Le Capital, livre III, MEW 25, P. 811. ).